# Laos i olympiska sommarspelen 2016
Laos deltog med sex deltagare vid de olympiska sommarspelen 2016 i Rio de Janeiro. Ingen av landets deltagare erövrade någon medalj.

## Cykling

### Landsväg
| Idrottare         | Gren                | Tid             | Placering       |
| ----------------- | ------------------- | --------------- | --------------- |
| Ariya Phounsavath | Herrarnas linjelopp | Fullföljde inte | Fullföljde inte |

## Friidrott
Förkortningar
- Notera– Placeringar avser endast det specifika heatet.
- Q = Tog sig vidare till nästa omgång
- q = Tog sig vidare till nästa omgång som den snabbaste förloraren eller, i fältgrenarna, genom placering utan att nå kvalgränsen
- NR = Nationellt rekord
- N/A = Omgången fanns inte i grenen
- Bye = Idrottaren behövde inte tävla i omgången

Bana och väg
| Idrottare           | Gren                     | Heat     | Heat      | Kvartsfinal      | Kvartsfinal      | Semifinal        | Semifinal        | Final            | Final            |
| Idrottare           | Gren                     | Resultat | Placering | Resultat         | Placering        | Resultat         | Placering        | Resultat         | Placering        |
| ------------------- | ------------------------ | -------- | --------- | ---------------- | ---------------- | ---------------- | ---------------- | ---------------- | ---------------- |
| Xaysa Anousone      | Herrarnas 110 meter häck | 14,40    | 7         | i.u.             | i.u.             | Gick inte vidare | Gick inte vidare | Gick inte vidare | Gick inte vidare |
| Laenly Phoutthavong | Damernas 100 meter       | 12,82    | 7         | Gick inte vidare | Gick inte vidare | Gick inte vidare | Gick inte vidare | Gick inte vidare | Gick inte vidare |

## Judo
| Idrottare            | Gren                           | Omgång 1                 | Omgång 2             | Kvartsfinaler        | Semifinaler          | Återkval             | Final / BM           | Final / BM       |                  |
| Idrottare            | Gren                           | Motståndare Resultat     | Motståndare Resultat | Motståndare Resultat | Motståndare Resultat | Motståndare Resultat | Motståndare Resultat | Placering        |                  |
| -------------------- | ------------------------------ | ------------------------ | -------------------- | -------------------- | -------------------- | -------------------- | -------------------- | ---------------- | ---------------- |
| Soukphaxay Sithisane | Herrarnas extra lättvikt −60kg | Tsai M-y (TPE) L 000–111 | Gick inte vidare     | Gick inte vidare     | Gick inte vidare     | Gick inte vidare     | Gick inte vidare     | Gick inte vidare | Gick inte vidare |